# Robert Albani
Adolph Robert Albani (* 9. Mai 1812 in Königstein; † 28. Dezember 1876 in Freiberg) war ein deutscher Gymnasiallehrer und Schuldirektor.

## Leben
Albani besuchte von 1826 bis 1832 die Fürstenschule St. Afra in Meißen. Nach erfolgter pädagogischer Ausbildung wurde er 1841 Gymnasiallehrer an der Kreuzschule in Dresden. 1858 wechselte er als Direktor innerorts an eine Unterrichts- und Erziehungsanstalt für Knaben. 1873 ging er als außerordentlicher Oberlehrer an das Königliche Gymnasium nach Freiberg.

## Schriften (Auswahl)
- Programmrevue oder Schularchiv. 1. Bd. in 4 Heften. Adler u. Dietze, Dresden 1846.
- Ora et labora! Wegweiser für Gymnasiasten in Ansprachen. Blochman jun., Dresden 1854.
- Epistolium Cruciati cujusdam ad Crucianos, quotquot superstites sunt, scriptum. Am Ende, Dresden 1857.